# LR-115
La carretera LR-115 es una carretera de la Red Regional Básica de La Rioja, perteneciente a la Red de Carreteras de La Rioja, que discurre desde el límite con la Provincia de Soria en Enciso hasta el límite con Navarra en Rincón de Soto. Corresponde a la antigua carretera comarcal  C-115 , que unía Garray, en la provincia de Soria, con Tafalla, en Navarra. Al transferirse las carreteras a las comunidades autónomas, se dividió en la LR-115 en su tramo riojano,  SO-615  en su tramo soriano y  NA-115  en su tramo navarro.

## Localidades por las que pasa y enlaces
| Denominación | Localidad - Enlace   | Enlace                                                             | Carretera que enlaza |
| ------------ | -------------------- | ------------------------------------------------------------------ | -------------------- |
| LR-115       | L. P. Soria          | Buitrago - Garray - Soria                                          | SO-615               |
| LR-115       | Enciso               | Navalsaz - Cornago - Circuito paleontológico                       | LR-286               |
| LR-115       |                      | Munilla - Zarzosa                                                  | LR-484               |
| LR-115       |                      | Peroblasco                                                         | LR-485               |
| LR-115       | Arnedillo            |                                                                    |                      |
| LR-115       |                      | Préjano                                                            | LR-382               |
| LR-115       | Santa Eulalia Somera |                                                                    |                      |
| LR-115       | Santa Eulalia Bajera | Préjano                                                            | LR-382               |
| LR-115       | Herce                |                                                                    |                      |
| LR-115       |                      | Arnedo (centro)                                                    |                      |
| LR-115       | Arnedo               | Grávalos - Cervera del Río Alhama                                  | LR-583               |
| LR-115       |                      | El Villar de Arnedo - Calahorra - Logroño - Cervera del Río Alhama | LR-123               |
| LR-115       | Quel                 | Calahorra                                                          | LR-281               |
| LR-115       | Autol                | Calahorra                                                          | LR-282               |
| LR-115       | Aldeanueva de Ebro   | Calahorra                                                          | LR-384               |
| LR-115       |                      | Calahorra - Logroño - Alfaro - Zaragoza - Rincón de Soto           | N-232 LR-495         |
| N-232        |                      | Corella - Tafalla                                                  | LR-115 LR-285        |
| LR-115       |                      | Rincón de Soto                                                     | LR-495               |
| LR-115       | L. P. Navarra        | Tafalla - Pamplona                                                 | NA-115               |

- Datos: Q66685266